# Cell-Scape
Albums de Melt-Banana
Teeny Shiny
(2000) 13 Hedgehogs
(2005)
Cell-Scape est le cinquième album des Melt-Banana.
Il se démarque dans la discographie du groupe notamment par l'omniprésence de sonorités électroniques. La conception et l'enregistrement de l'album ont requis près d'un an de préparation, et certains critiques considèrent qu'il marque une étape de maturité pour Melt Banana sur le plan de l'élaboration des chansons, qui deviennent relativement moins abruptes et adoptent une intensité plus progressive; il est de fait souvent considéré comme l'album le plus accessible du groupe. Cela correspond à une volonté revendiquée du groupe, et particulièrement de la chanteuse Yasuko, d'introduire davantage de mélodie dans leurs morceaux.
Le groupe entretient volontairement un mystère autour de l'identité du batteur qui a joué sur l'album, refusant de démentir les supputations de certains, qui pensent qu'il s'agiraitt en fait d'une boîte à rythmes, et faisant allusion à un hypothétique batteur ou boîte à rythmes japonais,
La deuxième piste de l'album, Shield for Your Eyes, A Beast in the Well on Your Hand, dure près de 4 minutes, ce qui en fait l'une des plus longues du groupe. Chain-Shot to Have Some Fun apparaît dans un court film d'animation Emily and the Baba Yaga.

## Titres
1. Phantasmagoria – 1:29
2. Shield for Your Eyes, A Beast in the Well on Your Hand – 4:02
3. A Dreamer Who Is Too Weak to Face Up To – 3:02
4. Lost Parts Stinging Me So Cold – 3:10
5. Chain-Shot to Have Some Fun – 3:13
6. Like a White Bat in a Box, Dead Matters Go On – 3:33
7. Key Is a Fact That a Cat Brings – 2:23
8. A Hunter in the Rain to Cut the Neck Up in the Present Stage – 2:33
9. If It Is the Deep Sea, I Can See You There – 3:29
10. Outro for Cell-Scape – 10:11